# Кожевников Олексій Олександрович
Кожевников Олексій Олександрович (нар. 28 січня 1933, Ленінград, РРФСР — 6 вересня 1986, Ленінград, РРФСР) — радянський російський актор. Заслужений артист РРФСР (1980).

## Життєпис
Закінчив Ленінградський військово-механічний інститут (1957).
Вперше знявся в кіно у фільмі Михайла Калатозова «Перший ешелон» (1955). Працюючи до 1959 року інженером-конструктором на одному з ленінградських заводів, знімався у фільмах «На острові Дальньому», «Вони зустрілися на шляху», «Повість про молодят».
Багато працював на дубляжі («Серед шулік», «Готель „Біля загиблого альпініста“» тощо).
Похований в Ленінграді на Большеохтінському кладовищі.

## Фільмографія
- «Перший ешелон» (1955)
- «Вони зустрілися на шляху» (1957)
- «На острові Дальному…» (1957)
- «Непіддатливі» (1959, Вітя Громобоєв)
- «Повість про молодят» (1959, комсомолець, епізод)
- «Обережно, бабусю!» (1960, читач у бібліотеці)
- «Смугастий рейс» (1961, радист)
- «Донська повість» (1964, музикант)
- «Начальник Чукотки» (1966, комісар)
- «Два квитки на денний сеанс» (1966, Андрєєв)
- «Особисте життя Кузяєва Валентина» (1967, тележурналіст)
- «На війні як на війні» (1968, епізод)
- «Живий труп» (1968, музикант)
- «Удар! Ще удар!» (1968, Мотя, однокурсник Сергія Таманцева)
- «На шляху в Берлін» (1969, черговий, капітан Борис Никітин (в титрах зазначений як — Л. Кожевников)
- «Завтра, третього квітня...» (1969, тато Маші Гаврикової)
- «П'ятеро з неба» (1969, штурбаннфюрер СС Вількельштейн)
- «Нічна зміна» (1970)
- «Сім наречених єфрейтора Збруєва» (1970, комендант аеропорту)
- «Любов Ярова» (1970, Колосов)
- «Хід білої королеви» (1971, кореспондент газети)
- «Прощання з Петербургом» (1971, поручик Севостьянов)
- «Дванадцять місяців» (1972, Західний посол)
- «Коло» (1972)
- «Гра» (1973, Олексій, лікар)
- «Двері без замка» (1973, Кравченко)
- «Виконуючий обов'язки» (1973)
- «Пам'ятай ім'я своє» (1974)
- «Надійна людина» (1975)
- «Зірка привабливого щастя» (1975, Пафнутій, слуга Цейдлера)
- «Повітроплавець» (1975, юрист Травин)
- «Звичайний місяць» (1976, Сапрєєв)
- «Строгови» (1976)
- «Дівчинко, хочеш зніматися в кіно?» (1977, адміністратор знімальної групи)
- «Собака на сіні» (1977, Леонідо, слуга графа Федеріко)
- «Алмазна стежка» (1978)
- «Незнайомка» (1979, корчмар)
- «Повернемося восени» (1979, Макс)
- «Інженер Графтіо» (1979, Бобров)
- «Крутий поворот» (1980, Єгоров)
- «Особистої безпеки не гарантую...» (1980, Служка)
- «Пригоди Шерлока Холмса і доктора Ватсона» (1980, містер Мерей)
- «Ліс» (1980, піаніст)
- «Дівчина і Гранд» (1981, аукціоніст)
- «У старих ритмах» (1982, Кошкін)
- «Не чекали, не гадали!» (1982, сусід)
- «Серед білого дня...» (1982)
- «Водій автобуса» (1983, фотограф)
- «Неймовірне парі, або Істинна пригода, що благополучно завершилася сто років тому» (1984) та ін.
- «Челюскінці»(1984, Звєрєв)
- «Винятки без правил» (1986)
- «Джек Восьмьоркін — «Американець»» (1986)

Грав в українських стрічках:
- «Королева бензоколонки» (1962, Тарас)
- «Радість моя» (1962, Борис)
- «Зайчик» (1964, молодий лікар)
- «Сімнадцятий трансатлантичний» (1972)
- «Затяжний стрибок» (1979)